# 工藤進
工藤 進（くどう すすむ、1940年 - ）は、日本の南仏語学者、明治学院大学教授。
秋田県生まれ。東京教育大学卒業（言語学）。同大学院博士課程中退（仏語・仏文学）。1966年から1968年までポワティエ大学留学（南仏語・フランス史）。明治学院大学文学部助教授、教授。リモージュ大学客員教授。1996年から、祖語研究に関するフランスとの共同研究誌『東西』（仏文・年刊）の共同編集者。

## 著書
- 南仏と南仏語の話 大学書林 1980.7
- ガスコーニュ語への旅 大学書林 1988.10
- 声 記号にとり残されたもの 白水社 1998.9
- 日本語はどこから生まれたか 「日本語」・「インド=ヨーロッパ語」同一起源説　ベスト新書、2005
- 文法の復権（無明舎出版、2008

## 共著
- シェーマ式フランス語文法 竹内信夫共著 白水社 1984.3
- フランス文法カラントパージュ 竹内信夫共編 白水社 1993.4
- 初級フランス語読本 竹内信夫共著 白水社 2001.3

## 翻訳
- レヴィアタン（ジュリアン・グリーン全集 8）人文書院 1982.8